# Ле-Платон
Ле-Платон (англ. Les Platons) — найвища вершина острова Джерсі, британського коронного володіння.